# Delaware, Ontario
Delaware är ett samhälle i Kanada.   Det ligger i provinsen Ontario, i den sydöstra delen av landet, 500 km sydväst om huvudstaden Ottawa. Delaware ligger 222 meter över havet och antalet invånare är 2 521.
Terrängen runt Delaware är huvudsakligen platt. Delaware ligger nere i en dal. Runt Delaware är det ganska glesbefolkat, med 27 invånare per kvadratkilometer.. Närmaste större samhälle är London, 16,6 km öster om Delaware.
Omgivningarna runt Delaware är en mosaik av jordbruksmark och naturlig växtlighet.